# Semiothisa gilletteata
Semiothisa gilletteata là một loài bướm đêm trong họ Geometridae.